# Ron Cey
Ronald Charles Cey (né le 15 février 1948 à Tacoma, Washington, États-Unis) est un ancien joueur étoile de la Ligue majeure de baseball.
Ron Cey évolue de 1971 à 1987 comme joueur de troisième but et représente 6 fois au match des étoiles les Dodgers de Los Angeles, son premier club, pour lequel il joue jusqu'en 1982. Avec ses coéquipiers Pedro Guerrero et Steve Yeager, Cey est nommé joueur par excellence de la Série mondiale 1981 gagnée par les Dodgers. Il frappe 316 circuits en carrière, dont 228 pour les Dodgers, ce qui représente le record d'équipe jusqu'en juin 2000. Il réussit au minimum 20 circuits par année dans 10 des 11 saisons jouées entre 1975 et 1985.

## Carrière
Joueur des Cougars de l'université d'État de Washington, Ron Cey est sélectionné par les Dodgers de Los Angeles au 3 tour de la seconde phase du repêchage amateur de juin 1968. Il joue son premier match dans le baseball majeur le 3 septembre 1971 mais ne devient joueur de troisième but régulier des Dodgers qu'en 1973, alors qu'une première saison de 15 circuits et 80 points produits lui permet de terminer 6e du vote annuel désignant la recrue de l'année de la Ligue nationale.
Il enchaîne avec une campagne de 18 circuits et 97 points produits en 1974, ce qui lui vaut à la mi-saison la première de 6 invitations consécutives au match des étoiles. Il frappe 25 circuits et produit 101 points en 1975 et en 1977 établit ses sommets personnels de 30 circuits et 110 points produits.
Cey frappe pour ,313 de moyenne au bâton dans la Série de championnat 1974 de la Ligue nationale contre Pittsburgh mais est limité à 3 coups sûrs en 17 présences au bâton dans la Série mondiale 1974 perdue contre Oakland. Tant en 1977 qu'en 1978, il frappe un coup de circuit dans chaque ronde éliminatoire pour les Dodgers, chaque fois champions de la Ligue nationale. Il est limité à 4 coups sûrs en 21 dans la Série mondiale 1977. Dans la Série mondiale 1978, il produit tous les points de la victoire de 4-3 des Dodgers sur les Yankees de New York grâce à un simple et un circuit dans le 2e match, mais est limité à 3 coups sûrs à ses 16 passages au bâton dans le reste de la série finale, perdue pour une deuxième année de suite par Los Angeles.
La rédemption, pour les Dodgers et pour Ron Cey, vient en Série mondiale 1981, où Los Angeles triomphe finalement des Yankees. Avec une production de 7 coups sûrs, dont un circuit, et 6 points produits en 6 matchs, Cey partage avec ses coéquipiers Pedro Guerrero et Steve Yeager le prix du joueur par excellence de la Série mondiale. Ces performances sont réussies en dépit de la frayeur ressentie dans le 5e affrontement de la finale, lorsque Cey est atteint à la tête par une balle rapide de Rich Gossage, des Yankees. De retour dans l'alignement de départ pour le 6e match trois jours plus tard, Cey frappe deux coups sûrs avant de céder sa place, ressentant encore les effets du lancer reçu de Gossage sur le casque protecteur.
Durant ses années à Los Angeles, Ron Cey est connu sous le surnom Le pingouin. Il est souvent répété que le sobriquet lui fut attribué par Tommy Lasorda, qui était en 1971 le gérant des Indians de Spokane, le club des ligues mineures pour lequel Cey jouait ; le surnom est plutôt une trouvaille de Chuck « Bobo » Brayton, un entraîneur de baseball à l'université d'État de Washington.
Pendant 8 saisons, l'avant-champ des Dodgers de Tommy Lasorda est, chose unique dans l'histoire des majeures, pratiquement le même match après match : Steve Garvey au premier but, Davey Lopes au deuxième, Bill Russell à l'arrêt-court et Ron Cey au troisième coussin,.
Ron Cey est échangé aux Cubs de Chicago contre le lanceur gaucher Vance Lovelace le 19 janvier 1983. Après avoir fait compter 90 points, sa meilleure production depuis 1977, à sa première saison à Chicago, il participe à la belle saison 1984 des Cubs, qui remportent un rare titre de la division Est de la Ligue nationale pour une première présence en matchs d'après-saison depuis 1945. Après une année de 25 circuits et 97 points produits, il ne frappe que pour ,158 de moyenne au bâton dans la Série de championnat 1984 perdue par Chicago face aux Padres de San Diego.
Joueur des Cubs jusqu'en 1986, Cey est échangé aux Athletics d'Oakland le 30 janvier 1987 contre le joueur de champ intérieur Luis Quinones. Réserviste pour Oakland, le vétéran âgé de 39 ans joue ses 49 derniers matchs en 1987 pour cette équipe, qui le libère en juillet.
En 17 saisons dans le baseball majeur, Ron Cey a disputé 2 073 matchs, réussi 1 868 coups sûrs dont 328 doubles et 316 circuits. Il compte 1 139 points produits et 977 points marqués. Il a soutiré 1 012 buts-sur-balles, sa moyenne au bâton en carrière s'élève à ,261 et sa moyenne de présence sur les buts à ,354. En éliminatoires, il a frappé pour ,261 en 45 parties, avec 7 circuits et 27 points produits.
Ses 228 circuits pour les Dodgers représentaient un record de franchise, battu en juin 2000 par Eric Karros.
Il est considéré, mais jamais sérieusement, au vote de fin de saison désignant le joueur par excellence de la Ligue nationale : 25e place en 1974, 18e en 1975, 23e en 1976, 8e en 1977 et 17e avec les Cubs en 1984. Il est candidat à l'élection au Temple de la renommée du baseball qu'une seule fois, en 1993, mais il ne reçoit que 8 votes et sa candidature est rejetée.

## Filmographie

### À la télévision
- 1990 : Columbo (série) : Saison 9 : Couronne mortuaire : Dans son propre rôle